# 1亞太中心

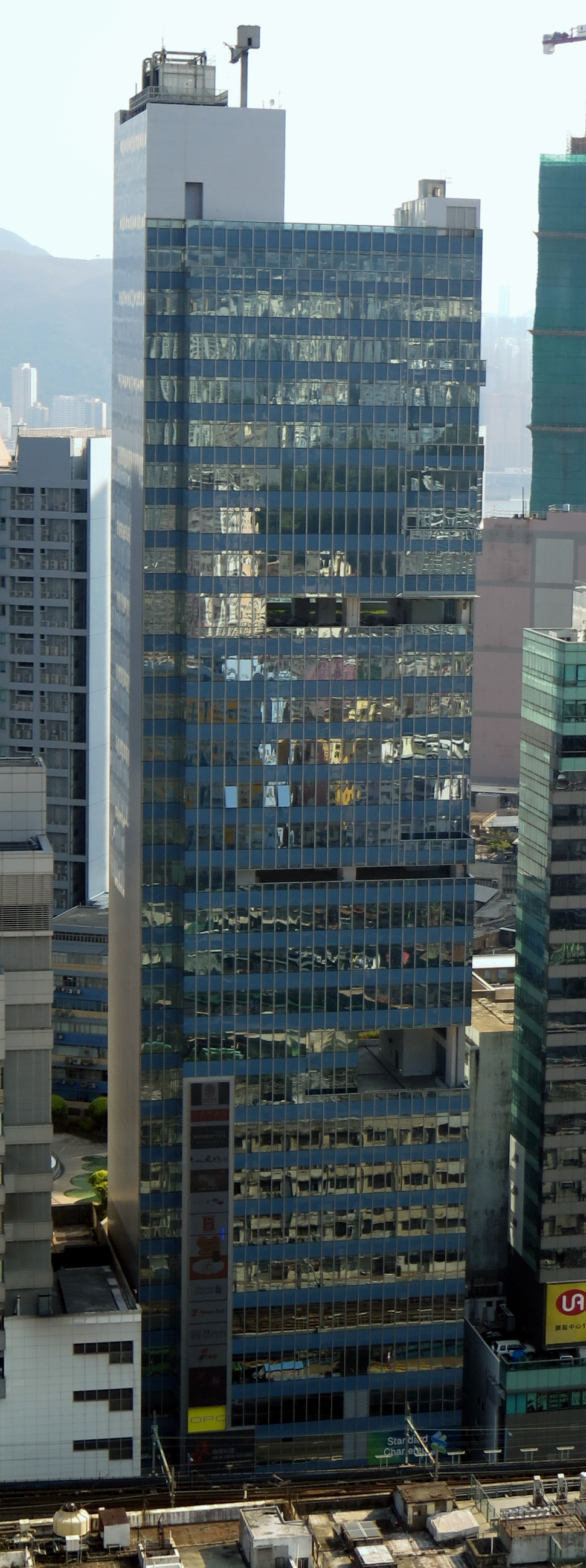
1亞太中心

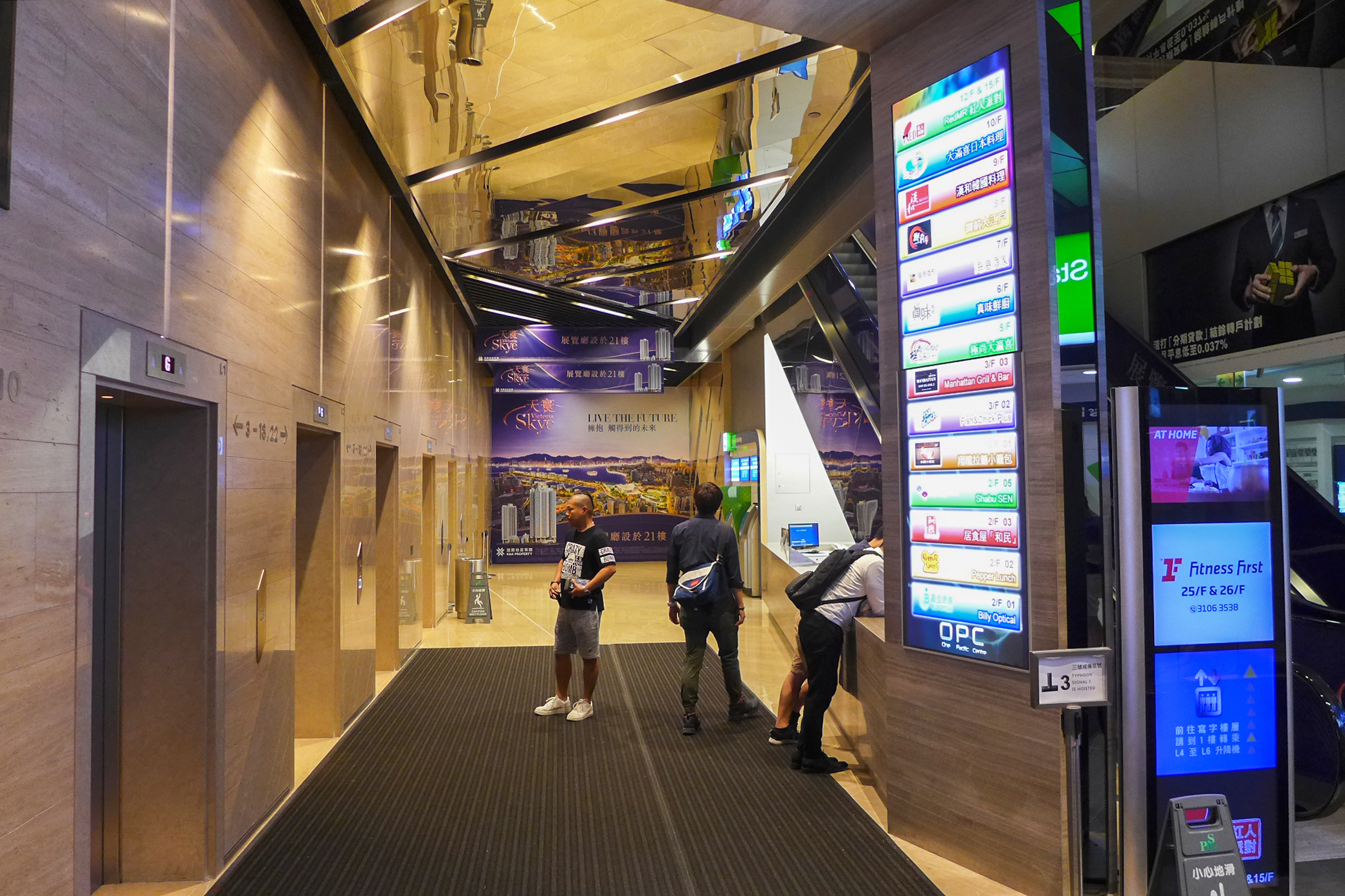
入口大堂

1亞太中心（英語：OPC，英文前稱One Pacific Centre），又稱一亞太中心，位於香港九龍觀塘觀塘道414號（apm旁），是香港一幢新建的甲級寫字樓。前身為是王氏港建大廈，2007年以3.46億港元更改土地用途，重建工程於2012年完成，樓高32層，總建築面積約 248,549 平方呎，基座設有10層高的零售商場，10樓以上為寫字樓。

## 知名租戶
- 卸貨及停車場（B5至B1層、LG層）
- 渣打銀行（地下至1樓）
- 平台花園（UG層）
- Pepper Lunch（2樓202號鋪）
- 薩莉亞意式餐廳（2樓203號舖）
- 扇火鍋（2樓205號舖）
- Dodam Chicken（3樓301號舖）
- Parallel（3樓302號舖）
- The Flame Bar & Restaurant（3樓303號舖）
- 極尚大瀛喜日本料理（5樓）
- 牛站（駅）麻辣火鍋放題（6樓）
- 海港酒家（7樓）
- 淥鼎記（8樓）
- 漢和韓國料理（9樓）
- 牛舞Gyumai（10樓）
- 機房（11樓）
- Neway（12&15樓）
- 寫字樓（16樓）
- 隔火層（17樓）
- 港專職業訓練學院（18樓）佔地8,850平方呎
- 理想專業眼鏡（19樓02室）
- 冠天醫學診斷及化驗集團有限公司（19樓03室）
- 御一空間（20至22樓）
- Fitness First（25-26樓，於2014年1月20日開幕）
- 寫字樓（27至32樓）
- 天台（R層）
- 不設第4、13、14及24層樓，升降機大堂一合共有10部等。

## 外部連結
- 港豐發展（页面存档备份，存于）